# Sorkifalud
Sorkifalud là một thị trấn thuộc hạt Vas, Hungary. Thị trấn này có diện tích 17,37 km², dân số năm 2010 là 640 người, mật độ 37 người/km².